# Manfred Otto
Manfred Otto (* 21. März 1927 in Klafeld (heute Stadtteil von Siegen); † 25. November 2013 in Bad Homburg vor der Höhe) war ein baptistischer Geistlicher und von 1969 bis 1989 Direktor des Bundes Evangelisch-Freikirchlicher Gemeinden in Deutschland.

## Leben
Manfred Otto entschied sich während einer Evangelisation im Kriegsjahr 1943 für den christlichen Glauben, ließ sich taufen und wurde Mitglied der Siegener Baptistengemeinde. 1944 wurde er als 17-Jähriger zum Kriegsdienst eingezogen und erlebte – so Otto in seinem Lebensrückblick – inmitten der letzten Monate des Zweiten Weltkrieges eine innere Berufung zum hauptamtlichen geistlichen Dienst.
Zunächst erlernte Otto den kaufmännischen Beruf, wandte sich dann aber infolge seines Berufungserlebnisses der Theologie zu. Von 1949 bis 1953 studierte er am baptistischen Predigerseminar in Hamburg-Horn. Ein Vikariat in der Evangelisch-Freikirchlichen Gemeinde Biberach an der Riß schloss sich an. 1956 beriefen ihn die Baptistengemeinden Thalwil und Horgen am Zürichsee zu ihrem Pastor. Von 1959 bis 1964 fungierte er als Leiter und Dozent des freikirchlichen Jugendseminars Hamburg, einer Fortbildungsstätte für ehrenamtliche Mitarbeiter in der Sonntagsschul-, Jungschar- und Jugendarbeit. Nach 1964 war er fünf Jahre Pastor der Evangelisch-Freikirchlichen Gemeinde Lübeck, Täuferstraße. 1969 wurde Manfred Otto zum Bundesdirektor der Evangelisch-Freikirchlichen Gemeinden in Deutschland berufen. Der damalige Sitz der Bundesgeschäftsstelle war Bad Homburg vor der Höhe. In dieser kirchenleitenden Verwaltungsfunktion verblieb Otto bis zu seinem Ruhestand im Jahr 1989. Sein Nachfolger wurde der Bremer Baptistenpastor Eckhard Schaefer.
Als Bundesdirektor war Otto auch als Aufsichtsratsvorsitzender des Oncken-Verlages. Zwischen 1970 und 1972 war er auch dessen Interims-Geschäftsführer.
Über die Grenzen seiner eigenen Konfession hinaus wurde Manfred Otto bekannt, als er 1980 zum Vorsitzenden Deutschen Evangelischen Allianz gewählt wurde und damit an der Spitze von ca. einer Million evangelikaler Christen stand. Otto gehört auch zu den Gründungsväter des evangelikalen Nachrichtendienstes Idea.
Manfred Otto war verheiratet und Vater von vier Kindern.